# 湯河氏
湯河氏（ゆかわし、ゆのかわし）は、日本の氏族のひとつ。中世に紀伊国を本拠とした国人で、室町幕府の奉公衆を務めた。湯川氏とも書く。

## 名称について
中世の史料では、「湯川」という表記も見られるものの「湯河」と書かれることが多く、安土桃山時代の湯河直春も「湯河」と自署している。近世になると「湯川」がよく見られた。
名字の読みについて、近代以降は「ゆかわ」が多いが、『東山殿時代大名外様附』で「湯河安房守」に「ユノカワ」のルビが振られ、馬場通定や畠山稙長の書状の宛所として「ゆの川式部殿」「ゆのかわしきふ大輔殿」と書かれるなど、中世には「ゆのかわ」と読んだ例が見られる。

## 概要
湯河氏は甲斐源氏武田氏を祖とするという。湯河氏の初代については、罪を得て紀伊国熊野に配流された武田三郎忠長という説や、実子を優遇する継母に不満を覚え自ら熊野にやってきた武田悪三郎信忠とする説がある。いずれも武田氏の支流・奈古氏の出であるとし、湯川（現在の和歌山県田辺市中辺路町道湯川）に在住したとする。湯川を本拠とした湯河氏は熊野八庄司の一人に数えられ、当主は代々「新庄司」を名乗ることとなった。湯河氏が紀伊に到来した時期については、承久年間（1219 - 1222年）から正安年間（1299 - 1302年）の間と推測される。
系図類によると、忠長、またはその孫である3代・光春は、熊野に出没する賊を討った功で、朝廷から牟婁郡を与えられたとされる。南北朝期、光春は北朝に仕えて軍功を挙げ、有田郡・日高郡を併領し、亀山城（御坊市）を築いたという。湯河氏が中世の史料に現れるのはこの南北朝時代からであり、それらによると、湯河氏が北朝方から南朝方へ、南朝方から北朝方へと、立場を度々変えていたことがわかる。最終的に北朝方となった湯河氏は室町幕府との結びつきを深め、正平16年/康安元年（1361年）には光種が将軍・足利義詮から一字拝領し、詮光に名を改めている。永和年間（1375 - 1379年）には3代将軍・義満から満春へ、応永年間（1394 - 1428年）には4代将軍・義持から持春へ諱が与えられた。15世紀中頃までに湯河氏は奉公衆に任じられ、また、その頃までに本拠を日高郡小松原（御坊市）に移していた。湯河氏の支配地域は現在の日高川以西の御坊市及び日高郡地域と考えられ、小松原の惣領家の他、芳養荘（田辺市）や印南荘（印南町）に庶子家がいた。
応仁の乱（1467 - 1477年）が起きると、系図類で10代当主とされる政春は畠山政長方として戦った。政春は連歌を嗜んだことでも知られ、連歌師の宗祇と親交があった。
政春の後に当主となった光春は、畠山政長の子・尚順と対立し、永正17年（1520年）に、尚順の被官・野辺慶景とともに尚順を紀伊から追放している。その後、尚順の子・稙長の上洛計画に協力し、天文11年（1542年）に稙長が河内国に出陣した際はその軍勢に加わっている。
光春の跡を継いだ直光は、引き続き政長流畠山氏に協力し、永禄5年（1562年）の久米田の戦いに参陣して、三好軍の撃退に貢献した。しかし、それに続く教興寺の戦いに敗れ、討死した。
直光の跡を継いだ子の直春は、天正13年（1585年）に豊臣秀吉が紀州征伐を行うとこれに抵抗し、本拠地・小松原から熊野山中に落ち延び、戦い続けた。最終的に和睦したが、翌天正14年（1586年）に死去。秀吉の弟で、紀伊を支配する秀長により毒殺されたともいわれる。
直春の子・勝春は秀長に仕え、その後紀伊に入った浅野氏に仕えた。浅野氏が安芸国広島に転封となるとそれに従う。子孫はその後も浅野氏に仕え、広島藩士として明治を迎えた。